# Dmitrij Pletnev
Dmitrij Dmitrijevitj Pletnev (ryska: Дмитрий Дмитриевич Плетнёв), född 1871 i Guvernementet Charkov, död 11 september 1941 i Orjol, var en sovjetisk läkare, vetenskapsman och ämbetsman. Bland hans patienter fanns Vladimir Lenin, Nadezjda Krupskaja och Ivan Pavlov.

## Biografi
Pletnev försvarade år 1906 en avhandling om arytmi och gjorde stora insatser för kardiologin i Ryssland.
I samband med den stora terrorn greps Pletnev i december 1937 och åtalades vid den tredje och sista Moskvarättegången (emellanåt kallad rättegången mot höger- och trotskistblocket). Pletnev stod åtalad för delaktighet i mordet på Maksim Gorkij. Han dömdes till 25 års fängelse.
Efter det att Operation Barbarossa hade inletts avrättades Pletnev genom arkebusering i september 1941 i ett skogsområde i närheten av Orjol. Tillsammans med bland andra Olga Kameneva, Christian Rakovskij, Maria Spiridonova och Sergej Bessonov sköts han i det som kommit att benämnas massakern i Medvedevskogen.
Dmitrij Pletnev blev rehabiliterad 1985.